# Campeonato Europeu de Patinação Artística no Gelo de 2016
O Campeonato Europeu de Patinação Artística no Gelo de 2016 foi a centésima oitava edição do Campeonato Europeu de Patinação Artística no Gelo, um evento anual de patinação artística no gelo organizado pela União Internacional de Patinação (em inglês:  International Skating Union) onde os patinadores artísticos competem pelo título de campeão europeu. A competição foi disputada entre os dias 25 de janeiro e 31 de janeiro, na cidade de Bratislava, Eslováquia.

## Eventos
- Individual masculino
- Individual feminino
- Duplas
- Dança no gelo

## Medalhistas
| Evento                        | Ouro                                             | Prata                                      | Bronze                                       |
| Individual masculino detalhes | Javier Fernández · Espanha                       | Oleksii Bychenko · Israel                  | Maxim Kovtun · Rússia                        |
| Individual feminino detalhes  | Evgenia Medvedeva · Rússia                       | Elena Radionova · Rússia                   | Anna Pogorilaya · Rússia                     |
| Duplas detalhes               | Tatiana Volosozhar · Maxim Trankov · Rússia      | Aliona Savchenko · Bruno Massot · Alemanha | Evgenia Tarasova · Vladimir Morozov · Rússia |
| Dança no gelo detalhes        | Gabriella Papadakis · Guillaume Cizeron · França | Anna Cappellini · Luca Lanotte · Itália    | Ekaterina Bobrova · Dmitri Soloviev · Rússia |

## Resultados

### Individual masculino
| Medalha de ouro                                       | Javier Fernández     | Espanha          | 302.77 | 102.54 (1) | 200.23 (1)  |
| Medalha de prata                                      | Oleksii Bychenko     | Israel           | 242.56 | 84.09 (4)  | 158.47 (4)  |
| Medalha de bronze                                     | Maxim Kovtun         | Rússia           | 242.21 | 88.09 (2)  | 154.12 (6)  |
| 4                                                     | Florent Amodio       | França           | 240.96 | 78.28 (8)  | 162.68 (2)  |
| 5                                                     | Mikhail Kolyada      | Rússia           | 236.58 | 77.58 (9)  | 159.00 (3)  |
| 6                                                     | Ivan Righini         | Itália           | 236.36 | 82.23 (6)  | 154.13 (5)  |
| 7                                                     | Daniel Samohin       | Israel           | 232.08 | 82.73 (5)  | 149.35 (8)  |
| 8                                                     | Alexander Petrov     | Rússia           | 229.69 | 76.95 (10) | 152.74 (7)  |
| 9                                                     | Jorik Hendrickx      | Bélgica          | 221.39 | 79.13 (7)  | 142.26 (9)  |
| 10                                                    | Michal Březina       | República Tcheca | 211.81 | 84.30 (3)  | 127.51 (13) |
| 11                                                    | Alexander Majorov    | Suécia           | 204.27 | 76.34 (11) | 127.93 (12) |
| 12                                                    | Deniss Vasiļjevs     | Letônia          | 204.24 | 68.32 (14) | 135.92 (10) |
| 13                                                    | Matteo Rizzo         | Itália           | 200.81 | 74.91 (12) | 125.90 (14) |
| 14                                                    | Franz Streubel       | Alemanha         | 196.17 | 68.11 (15) | 128.06 (11) |
| 15                                                    | Ivan Pavlov          | Ucrânia          | 189.65 | 68.78 (13) | 120.87 (15) |
| 16                                                    | Paul Fentz           | Alemanha         | 182.59 | 67.97 (16) | 114.62 (17) |
| 17                                                    | Felipe Montoya       | Espanha          | 181.95 | 67.73 (17) | 114.22 (19) |
| 18                                                    | Phillip Harris       | Reino Unido      | 180.99 | 63.93 (18) | 117.06 (16) |
| 19                                                    | Stéphane Walker      | Suíça            | 171.79 | 57.23 (22) | 114.56 (18) |
| 20                                                    | Jiří Bělohradský     | República Tcheca | 168.57 | 60.53 (19) | 108.04 (21) |
| 21                                                    | Nicholas Vrdoljak    | Croácia          | 167.07 | 59.02 (21) | 108.05 (20) |
| 22                                                    | David Kranjec        | Eslovênia        | 163.98 | 56.99 (23) | 106.99 (22) |
| 23                                                    | Mario-Rafael Ionian  | Áustria          | 160.57 | 54.16 (24) | 106.41 (23) |
| 24                                                    | Sondre Oddvoll Bøe   | Noruega          | 149.60 | 59.12 (20) | 90.48 (24)  |
| Não avançaram para a patinação livre / programa longo |                      |                  |        |            |             |
| 25                                                    | Thomas Kennes        | Países Baixos    | 53.86  | 53.86 (25) |             |
| 26                                                    | Valtter Virtanen     | Finlândia        | 52.07  | 52.07 (26) |             |
| 27                                                    | Alexei Mialionkhin   | Bielorrússia     | 50.98  | 50.98 (27) |             |
| 28                                                    | Daniil Zurav         | Estônia          | 50.50  | 50.50 (28) |             |
| 29                                                    | Armen Agaian         | Geórgia          | 49.32  | 49.32 (29) |             |
| 30                                                    | Patrick Myzyk        | Polônia          | 49.26  | 49.26 (30) |             |
| 31                                                    | Slavik Hayrapetyan   | Armênia          | 46.71  | 46.71 (31) |             |
| 32                                                    | Larry Loupolover     | Azerbaijão       | 44.46  | 44.46 (32) |             |
| 33                                                    | Alexander Maszljanko | Hungria          | 44.26  | 44.26 (33) |             |
| 34                                                    | Michael Neuman       | Eslováquia       | 42.03  | 42.03 (34) |             |
| 35                                                    | Engin Ali Artan      | Turquia          | 40.60  | 40.60 (35) |             |

### Individual feminino
| Medalha de ouro                                       | Evgenia Medvedeva      | Rússia           | 215.45 | 72.55 (1)  | 142.90 (1) |
| Medalha de prata                                      | Elena Radionova        | Rússia           | 209.99 | 70.96 (2)  | 139.03 (2) |
| Medalha de bronze                                     | Anna Pogorilaya        | Rússia           | 187.05 | 63.81 (3)  | 123.24 (3) |
| 4                                                     | Angelīna Kučvaļska     | Letônia          | 176.99 | 58.99 (5)  | 118.00 (4) |
| 5                                                     | Roberta Rodeghiero     | Itália           | 170.76 | 61.01 (4)  | 109.75 (5) |
| 6                                                     | Maé-Bérénice Méité     | França           | 161.23 | 57.35 (8)  | 103.88 (6) |
| 7                                                     | Nathalie Weinzierl     | Alemanha         | 160.64 | 57.36 (7)  | 103.28 (7) |
| 8                                                     | Viveca Lindfors        | Finlândia        | 155.49 | 53.92 (11) | 101.57 (8) |
| 9                                                     | Joshi Helgesson        | Suécia           | 153.29 | 58.13 (6)  | 95.16 (11) |
| 10                                                    | Laurine Lecavelier     | França           | 152.34 | 52.84 (13) | 99.50 (9)  |
| 11                                                    | Ivett Tóth             | Hungria          | 150.65 | 55.54 (10) | 95.11 (12) |
| 12                                                    | Nicole Rajičová        | Eslováquia       | 146.10 | 57.24 (9)  | 88.86 (18) |
| 13                                                    | Matilda Algotsson      | Suécia           | 145.32 | 47.97 (18) | 97.35 (10) |
| 14                                                    | Giada Russo            | Itália           | 143.40 | 53.52 (12) | 89.88 (16) |
| 15                                                    | Anastasia Galustyan    | Armênia          | 143.05 | 48.93 (16) | 94.12 (13) |
| 16                                                    | Aleksandra Golovkina   | Lituânia         | 139.83 | 49.30 (15) | 90.53 (15) |
| 17                                                    | Anne Line Gjersem      | Noruega          | 139.48 | 49.80 (14) | 89.68 (17) |
| 18                                                    | Fleur Maxwell          | Luxemburgo       | 137.76 | 46.55 (22) | 91.21 (14) |
| 19                                                    | Helery Hälvin          | Estônia          | 135.02 | 47.49 (20) | 87.53 (19) |
| 20                                                    | Niki Wories            | Países Baixos    | 131.87 | 46.82 (21) | 85.05 (20) |
| 21                                                    | Anna Khnychenkova      | Ucrânia          | 128.80 | 47.90 (19) | 80.90 (22) |
| 22                                                    | Kerstin Frank          | Áustria          | 128.08 | 44.85 (24) | 83.23 (21) |
| 23                                                    | Eliška Březinová       | República Tcheca | 121.26 | 48.21 (17) | 73.05 (23) |
| 24                                                    | Isabelle Olsson        | Suécia           | 117.50 | 45.11 (23) | 72.39 (24) |
| Não avançaram para a patinação livre / programa longo |                        |                  |        |            |            |
| 25                                                    | Lutricia Bock          | Alemanha         | 43.77  | 43.77 (25) |            |
| 26                                                    | Daša Grm               | Eslovênia        | 43.36  | 43.36 (26) |            |
| 27                                                    | Julia Sauter           | Romênia          | 41.79  | 41.79 (27) |            |
| 28                                                    | Tanja Odermatt         | Suíça            | 41.44  | 41.44 (28) |            |
| 29                                                    | Danielle Harrison      | Reino Unido      | 40.68  | 40.68 (29) |            |
| 30                                                    | Charlotte Vandersarren | Bélgica          | 39.93  | 39.93 (30) |            |
| 31                                                    | Aimee Buchanan         | Israel           | 39.79  | 39.79 (31) |            |
| 32                                                    | Birce Atabey           | Turquia          | 37.55  | 37.55 (32) |            |
| 33                                                    | Sonia Lafuente         | Espanha          | 37.12  | 37.12 (33) |            |
| 34                                                    | Pernille Sørensen      | Dinamarca        | 34.81  | 34.81 (34) |            |
| 35                                                    | Daniela Stoeva         | Bulgária         | 33.82  | 33.82 (35) |            |
| 36                                                    | Janina Makeenka        | Bielorrússia     | 27.62  | 27.62 (36) |            |

### Duplas
| Pos.              | Nome                                  | Nacionalidade | Pontos | PC         | PL         |
| ----------------- | ------------------------------------- | ------------- | ------ | ---------- | ---------- |
| Medalha de ouro   | Tatiana Volosozhar / Maxim Trankov    | Rússia        | 222.66 | 79.77 (1)  | 142.89 (1) |
| Medalha de prata  | Aliona Savchenko / Bruno Massot       | Alemanha      | 200.78 | 75.54 (2)  | 125.24 (3) |
| Medalha de bronze | Evgenia Tarasova / Vladimir Morozov   | Rússia        | 197.55 | 70.17 (3)  | 127.38 (2) |
| 4                 | Vanessa James / Morgan Ciprès         | França        | 185.55 | 62.10 (5)  | 123.45 (5) |
| 5                 | Valentina Marchei / Ondřej Hotárek    | Itália        | 182.61 | 58.47 (8)  | 124.14 (4) |
| 6                 | Nicole Della Monica / Matteo Guarise  | Itália        | 178.97 | 61.51 (6)  | 117.46 (6) |
| 7                 | Kristina Astakhova / Alexei Rogonov   | Rússia        | 174.72 | 60.63 (7)  | 114.09 (7) |
| 8                 | Mari Vartmann / Ruben Blommaert       | Alemanha      | 171.30 | 62.90 (4)  | 108.40 (8) |
| 9                 | Miriam Ziegler / Severin Kiefer       | Áustria       | 149.07 | 52.96 (9)  | 96.11 (10) |
| 10                | Tatiana Danilova / Mikalai Kamianchuk | Bielorrússia  | 147.36 | 48.72 (10) | 98.64 (9)  |
| 11                | Goda Butkutė / Nikita Ermolaev        | Lituânia      | 139.56 | 46.85 (11) | 92.71 (11) |
| 12                | Bianca Manacorda / Niccolò Macii      | Itália        | 130.00 | 44.71 (12) | 85.29 (12) |
| 13                | Adel Tankova / Evgeni Krasnopolski    | Israel        | 114.56 | 37.81 (14) | 76.75 (13) |
| 14                | Anna Marie Pearce / Mark Magyar       | Hungria       | 110.55 | 36.00 (16) | 74.55 (14) |
| 15                | Marcelina Lech / Aritz Maestu         | Espanha       | 109.11 | 40.46 (13) | 68.65 (15) |
| 16                | Alexandra Herbríková / Nicolas Roulet | Suíça         | 103.47 | 36.38 (15) | 67.09 (16) |

### Dança no gelo
| Medalha de ouro                  | Gabriella Papadakis / Guillaume Cizeron      | França           | 182.71 | 70.74 (2)  | 111.97 (1) |
| Medalha de prata                 | Anna Cappellini / Luca Lanotte               | Itália           | 178.01 | 72.31 (1)  | 105.70 (3) |
| Medalha de bronze                | Ekaterina Bobrova / Dmitri Soloviev          | Rússia           | 176.50 | 68.71 (3)  | 107.79 (2) |
| 4                                | Victoria Sinitsina / Nikita Katsalapov       | Rússia           | 172.65 | 68.33 (4)  | 104.32 (4) |
| 5                                | Alexandra Stepanova / Ivan Bukin             | Rússia           | 165.55 | 66.65 (5)  | 98.90 (5)  |
| 6                                | Penny Coomes / Nicholas Buckland             | Reino Unido      | 162.75 | 64.26 (8)  | 98.49 (6)  |
| 7                                | Charlène Guignard / Marco Fabbri             | Itália           | 162.58 | 64.87 (6)  | 97.71 (7)  |
| 8                                | Federica Testa / Lukáš Csölley               | Eslováquia       | 158.05 | 64.24 (9)  | 95.81 (8)  |
| 9                                | Laurence Fournier Beaudry / Nikolaj Sørensen | Dinamarca        | 152.79 | 62.19 (10) | 90.60 (9)  |
| 10                               | Isabella Tobias / Ilia Tkachenko             | Israel           | 151.67 | 64.46 (7)  | 87.21 (12) |
| 11                               | Natalia Kaliszek / Maksym Spodyriev          | Polônia          | 147.07 | 59.57 (11) | 87.50 (11) |
| 12                               | Alisa Agafonova / Alper Uçar                 | Turquia          | 145.23 | 56.33 (12) | 88.90 (10) |
| 13                               | Cortney Mansour / Michal Češka               | República Tcheca | 141.36 | 54.97 (14) | 86.39 (13) |
| 14                               | Kavita Lorenz / Panagiotis Polizoakis        | Alemanha         | 137.99 | 55.06 (13) | 82.93 (15) |
| 15                               | Cecilia Törn / Jussiville Partanen           | Finlândia        | 134.10 | 51.14 (18) | 82.96 (14) |
| 16                               | Viktoria Kavaliova / Yurii Bieliaiev         | Bielorrússia     | 133.71 | 52.25 (17) | 81.46 (16) |
| 17                               | Barbora Silná / Juri Kurakin                 | Áustria          | 129.87 | 54.56 (15) | 75.31 (17) |
| 18                               | Tina Garabedian / Simon Proulx-Sénécal       | Armênia          | 125.19 | 50.17 (20) | 75.02 (18) |
| 19                               | Celia Robledo / Luis Fenero                  | Espanha          | 122.81 | 50.19 (19) | 72.62 (19) |
| 20                               | Lorenza Alessandrini / Pierre Souquet        | França           | 121.43 | 54.37 (16) | 67.06 (20) |
| Não avançaram para a dança livre |                                              |                  |        |            |            |
| 21                               | Misato Komatsubara / Andrea Fabbri           | Itália           | 49.56  | 49.56 (21) |            |
| 22                               | Olga Jakushina / Andrey Nevskiy              | Letônia          | 49.49  | 49.49 (22) |            |
| 23                               | Katharina Müller / Tim Dieck                 | Alemanha         | 48.75  | 48.75 (23) |            |
| 24                               | Peroline Ojardias / Michael Bramante         | França           | 48.36  | 48.36 (24) |            |
| 25                               | Taylor Tran / Saulius Ambrulevičius          | Lituânia         | 45.09  | 45.09 (25) |            |
| 26                               | Valeria Haistruk / Oleksiy Oliynyk           | Ucrânia          | 44.44  | 44.44 (26) |            |
| 27                               | Carolina Moscheni / Balázs Major             | Hungria          | 42.87  | 42.87 (27) |            |
| 28                               | Katarina Paice / Yuri Eremenko               | Suíça            | 36.23  | 36.23 (28) |            |

## Quadro de medalhas
| Ordem | País     | Medalha de ouro | Medalha de prata | Medalha de bronze |    | Ordem por total |
| ----- | -------- | --------------- | ---------------- | ----------------- | -- | --------------- |
| 1     | Rússia   | 2               | 1                | 4                 | 7  | 1               |
| 2     | Espanha  | 1               |                  |                   | 1  | 2               |
| 2     | França   | 1               |                  |                   | 1  | 2               |
| 4     | Alemanha |                 | 1                |                   | 1  | 2               |
| 4     | Israel   |                 | 1                |                   | 1  | 2               |
| 4     | Itália   |                 | 1                |                   | 1  | 2               |
| TOTAL | TOTAL    | 4               | 4                | 4                 | 12 | —               |